# Pedro Knight
Pedro Knight Caraballo (ur. 30 września 1921 w Matanzas, zm. 3 lutego 2007 w Arcadii) – kubański trębacz związany z formacją Sonora Matancera, oraz mąż legendarnej piosenkarki Celii Cruz.